# 鲁瑟拉勒
鲁瑟拉勒（荷蘭語：Roeselare，荷蘭語發音：[ˈrusəlaːrə] ⓘ，法語發音：[ʁulɛʁs]）是比利时弗拉芒大區西佛兰德省的一座城市，通行荷蘭語，是弗拉芒社群的一部分，面积60.4平方千米，人口64,495人（2022年1月1日）。